# 쌍세총비
《쌍세총비》(중국어 간체자: 双世宠妃, 정체자: 雙世寵妃, 병음: Shuāng shì chǒng fēi 솽충왕페이[*])는 중국의 드라마이다.